# Galeton
Galeton é um distrito localizado no estado norte-americano de Pensilvânia, no Condado de Potter.

## Demografia
Segundo o censo norte-americano de 2000, a sua população era de 1325 habitantes.
Em 2006, foi estimada uma população de 1277, um decréscimo de 48 (-3.6%).

## Geografia
De acordo com o United States Census Bureau tem uma área de
1,8 km², dos quais 1,8 km² cobertos por terra e 0,0 km² cobertos por água. Galeton localiza-se a aproximadamente 593 m acima do nível do mar.

## Localidades na vizinhança
O diagrama seguinte representa as localidades num raio de 32 km ao redor de Galeton.